# Commoni
I Commoni o Cenomani o Secoani o Cenobrigi o Segobrigi sono un popolo antico di stirpe ligure abitante la Provenza.
Tolomeo descrive la regione dei Commoni da Marsiglia a Fréjus. Da un passaggio di Catone Uticense sembrerebbe che i Commoni di Tolomeo siano i Cenomani di Belloveso di cui una parte, discendendo in Gallia cisalpina, si siano fermati e stabiliti nei dintorni di Marsiglia, ma questo pare essere un errore di trascrizione delle fonti antiche, essendo i Cenomani di Provenza di stirpe ligure.
Tolomeo li cita come Κομμονοὶ Commoni, Plinio come Cenomani, Stefano di Bisanzio come Σηχοανοι Secoani, Marco Giuniano Giustino come Segobrigii. Se man e brigus significano "uomo", "tribù", "popolo", cœnus, "fango" sta a indicare le paludi che in effetti si trovavano tra Rodano e la città di Marsiglia.
Stefano di Bisanzio menziona i Secoani come abitanti vicino al fiume Secoanos, ed è noto anche un fiume Coenus a Ovest di Marsiglia, oggetto dei lavori militari di Mario. Si suppone che Giustino sia incappato in un errore di trascrizione, deformando Cenobrigi in Segobrigi da Secoani, considerando il celtico *sego, "forte" e tralasciando che si tratta di un popolo ligure.
Quando i Focei arrivano per fondare la città, il territorio era tutto nelle mani dei Cenomani, il cui re, Nanno, mandò suo figlio Comano a combattere contro i greci. In seguito alla vittoria dei focesi, i Commoni vennero divisi in due parti: fino al Rodano le tribù occidentali, di cui parla Plinio, e fino a Frejus le tribù orientali, ai quali Polibio si riferisce come Αναμαροὶ Anamari o Anamani. Anche in questo caso vi è probabilmente un errore di trascrizione delle fonti antiche, poiché la vicenda degli Anamari raccontata da Polibio è ambientata nella Gallia Cisalpina, con un vago accenno a Marsiglia (forse Piacenza?).

## La fondazione secondo Giustino
(Giustino, Historiarum Philippicarum T. Pompeii Trogi Libri XLIV, 43, 3, 8-11)
Le relazioni rimasero amichevoli fino alla morte di Nanno. 
(Giustino, Historiarum Philippicarum T. Pompeii Trogi Libri XLIV, 43, 4, 3-10)